# 法氏口蝦蛄
法氏口蝦蛄（学名：Oratosquilla fabricii）为蝦蛄科口蝦蛄屬下的一个种。